# 쓰촨 드래곤스
쓰촨 드래곤스(중국어: 四川蛟龍隊 사천교룡대[*])는 중국 청두에 있는 중국야구리그(CBL) 소속의 야구팀이다. 2005년에 리그에 합류하였고 2025년 현재에도 여전히 리그 우승 기록이 없다.

## 같이 보기
- 중국 야구 리그
- 중국야구협회